# Tangi
Tangi (urdu: تنگی) – miasto w Pakistanie, w prowincji Chajber Pasztunchwa. W 1998 roku liczyło 25 346 mieszkańców.